# Räddningsstation Vändburg
Räddningsstation Vändburg, tidigare Räddningsstation Vändburg och Burgsvik, är en av Sjöräddningssällskapets räddningsstationer. 
Räddningsstation Vändburg ligger i Burgsviks hamn och i Vändburgs hamn. Den inrättades 2000 och har 13 frivilliga.

## Räddningsfarkoster
- 12-16 Rescue Carnegiestiftelsen, ett 11,8 meter långt täckt räddningsfartyg av Victoriaklass, byggt 2002
- 8-24 Rescue Kristina Osihn, en 8,4 meter lång öppen räddningsbåt av Gunnel Larssonklass, byggd 2008
- Rescuerunner 3-23 Enblad, tillverkad 2010

## Tidigare räddningsfarkoster
- 4-00 Rescue Visby, en 4 meter lång öppen ribbåt, byggd 2005